# Jørgen Christian Schythe
Jørgen Christian Schythe, född 6 februari 1814 i Köpenhamn, död 30 januari 1877 i Valparaíso, Chile, var en dansk geolog, även verksam som guvernör i Chile.
Schythe blev student 1830, polyteknisk kandidat 1834 och höll på uppdrag av Selskabet for naturlærens udbredelse offentliga naturvetenskapliga föreläsningar i de mindre städerna vintrarna 1835-39 och 1841-42. Sommaren 1836 höll han privata föreläsningar för prins Frederik (VII) och företog 1838, i enlighet med kunglig resolution, en resa till Disko och Waigattet på Nordgrönland för att där undersöka möjligheterna till en lönsam stenkolbrytning; om detta föreligger ett manuskript Indberetning til Rentekammeret. Åren 1839-40 företog han resor på Island tillsammans med Japetus Steenstrup, vilka resulterade i uppsatser publicerade i "Naturhistorisk tidsskrift" och besökte 1846 åter detta land för att på kunglig befallning studera Heklas utbrott (Hekla og dens sidste udbrud 2 september 1845, 1847). Samma år erhöll han kammarassessors titel. På uppdrag av Landhusholdningsselskabet företog han 1842 studieresor i Skanderborg amt och utgav 1843 en beskrivning över detta amt.
Hans verksamhet under de närmast följande åren var huvudsakligen av skönlitterär art: således var han 1843-44 redaktör för "Portefeuillen", i vilken han bland annat publicerade Blade af min dagbog på en rese i Nordgrønland i sommeren 1838. Åren 1845-49 utgav han under pseudonymen "Asmodi" eller "A*****" olika noveller och skisser, av vilka kan nämnas Ungdomsminder (1845; andra upplagan 1849) och Den politiske skomager, et genrebillede fra 1848 (1849). 
I maj 1850 lämnade han Danmark för alltid, reste till Chile, där han 1852 utnämndes till professor i fysik och naturvetenskap vid det litterära kollegiet i Concepción, men blev redan året därpå guvernör över territoriet Magallanes, för vilket han ansågs särskilt lämpad på grund av sina kunskaper om de arktiska områdena. Med ett kort avbrott innehade han denna befattning tills han 1865 tog avsked och bosatte sig i San Jago de Chile. År 1870 blev han föreståndare för den chilenska nationalbankens filial i Chillán. Av hälsoskäl lämnade han denna befattning 1874 och bosatte sig därefter i Valparaíso.